# 战场调色板
战场调色板（也被称为秃鹫调色板、长颈鹿调色板或狮子调色板），是一块古埃及调色板，同时也是这些调色板中最早出现战争和仪式场景的调色板。和著名的纳尔迈调色板一样，战场调色板中也包括了一些最初的图形或字形，这些图形或字形后来逐渐演化成为埃及圣书体文字。战场调色板上最引人注目的是代表囚犯的象形文字，这些文字可能促使了九弓（古埃及时期代表外国部落敌人的符号）概念的产生。
这些调色板大多制作于公元前3300年至公元前3100年的奈加代三期文化，即古埃及前王朝晚期。战场调色板的完成时间约为公元前3100年。这块调色板分为两部分，分别由大英博物馆和阿什莫林博物馆收藏。

## 战场调色板的两部分

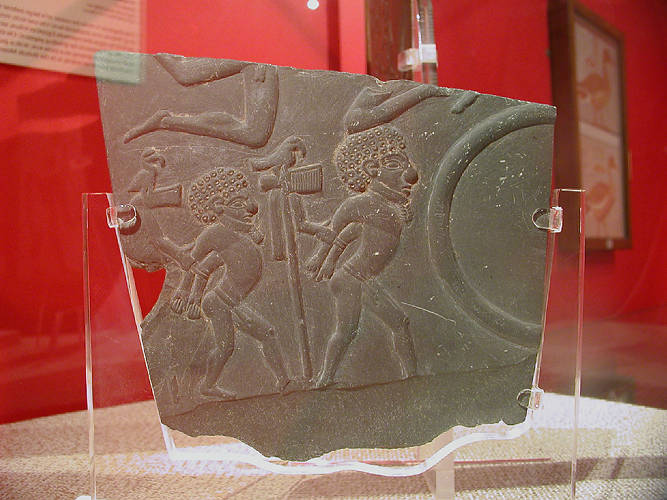
调色板上部残片，现藏于阿什莫林博物馆。

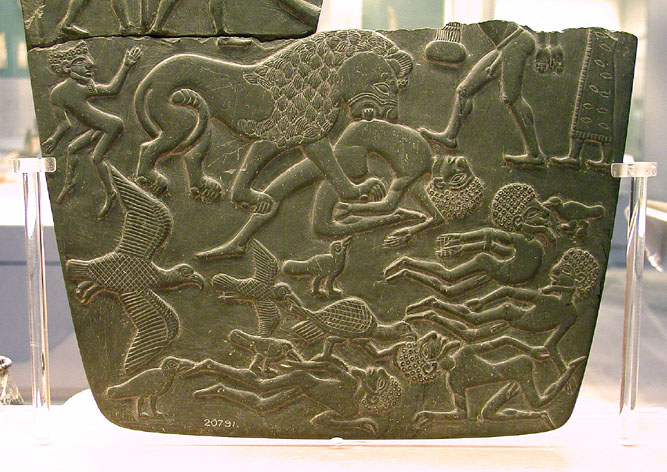
调色板下部残片（28x20厘米），现藏于大英博物馆。

调色板正面有一块圆形区域，这是用来混合化妆品物质的区域。调色板正面描绘了一处战场的情形，还刻有部分早期的象形文字，其中包括囚犯、部落领地的木标、荷鲁斯猎鹰以及停在木标上的朱鹭。调色板正面右侧有一位骨折的囚犯，他的下半身前面有一处象形文字（矩形，圆形表示土地），上面有着疑似纸莎草的植物。
调色板反面有一只鸟、两只类似羚羊的哺乳动物和一棵垂直的棕榈树，棕榈树的顶部有水果和较短的棕榈叶。

### 身着长袍的人
调色板正面还有一处引人注意的地方，这是一个身着长袍的人，他可能穿着一件豹皮制成的长袍，并且可能代表着一个站在裸体囚犯（这名裸体囚犯戴有阴茎套）后面，刚刚取得胜利的法老。囚犯前面的一处残缺的标记可能是古代“利比亚”字符的一部分，而“利比亚”正是前王朝埃及国王的敌人。 该字符由一根插在椭圆形物体上的投掷棒组成，意思是“地区”、“地方”或“岛屿”。这是利比亚或西三角洲的地名，发音为THnw 、 Tjehenw ，在另一块著名调色板利比亚调色板上也出现了该字符。

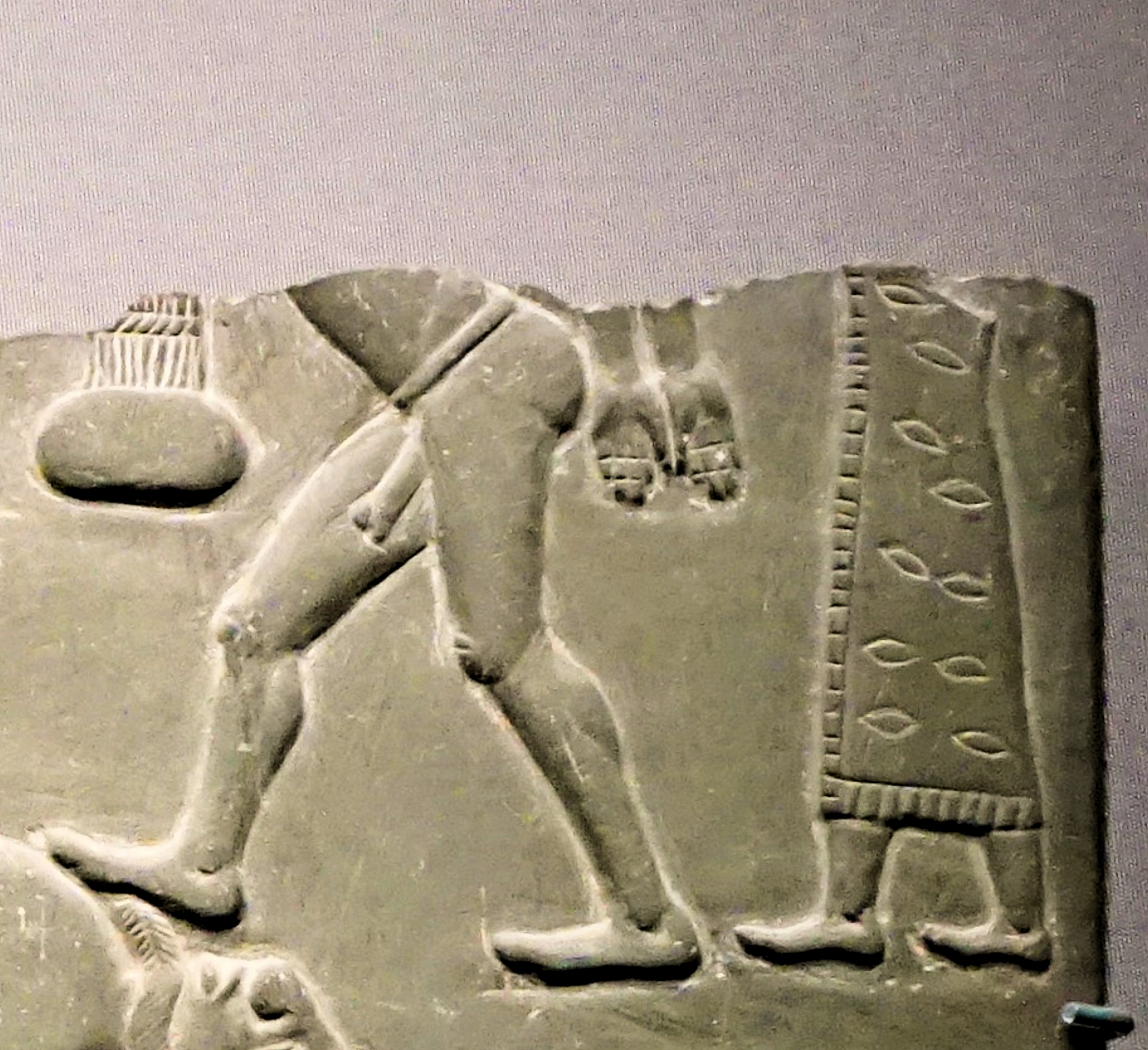
在囚犯后面是一位穿着饰有流苏长袍的男子
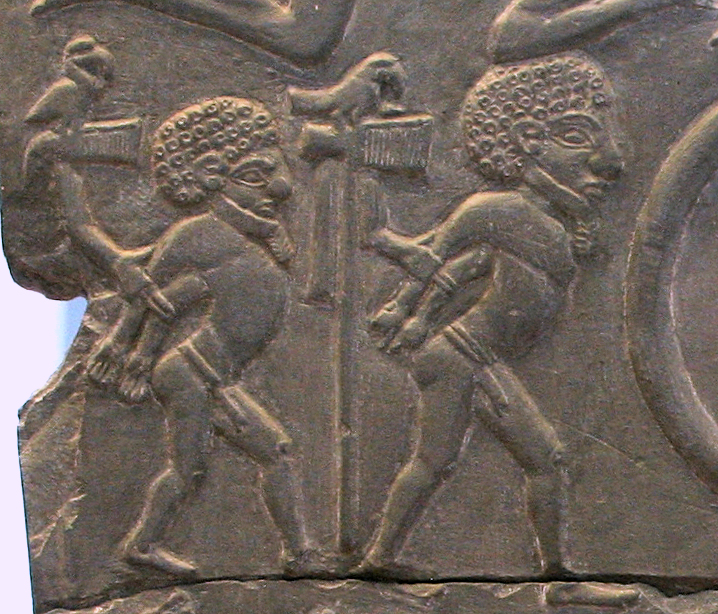
这些囚犯可能是原先是布托-马底文化的居民，他们被史前时期奈加代三期文化的埃及统治们击败了

## 其他相关
- 古埃及调色板列表
- 化妆品调色板